# Adrian Panek
Pour les articles homonymes, voir Panek.
Adrian Panek, né le 19 mai 1975 à Wrocław (Pologne), est un réalisateur et scénariste polonais.

## Biographie
Adrian Panek étudie à la Faculté d'architecture de l'université des sciences et technologies de Wrocław. Il est diplômé en réalisation de la Faculté de radio et de télévision de l'université de Silésie à Katowice et de l'École de maîtrise de réalisation Andrzej Wajda. Il est membre de l'Académie polonaise du cinéma. 
En septembre 2018, il reçoit le prix du meilleur réalisateur au Festival du long métrage polonais de Gdynia.
Le film Les Couleurs du mal : Rouge, avec Zofia Jastrzebska dans un rôle principal, sort sur Netflix en 2024.

## Filmographie partielle

### Au cinéma
- 2007 :  Ania Dabrowska: Musisz wierzyc (clip musical)
- 2009 :  Moja biedna glowa (court-métrage)
- 2009 :  Anna Maria Jopek: Sypka Warszawa (clip musical)
- 2011 : Daas (pl)
- 2018 : Wilkołak (pl)
- 2024 :  Les Couleurs du mal : Rouge
- 2024 : Simona Kossak (en cours de production)

### À la télévision
- 2003 :  Chodzcie, chodzcie, czyli film o Koszalinskich Spotkaniach Filmowych 'Mlodzi i Film' Koszalin 2003 (téléfilm)
- 2006 :  Meczenstwo Mariana (téléfilm)
- 2016 :  Komisja morderstw (série télévisée, 6 épisodes - 7 à 12)
- 2019 :  Pulapka (série télévisée, 7 épisodes)
- 2020 :  Kod genetyczny (série télévisée, 8 épisodes)
- 2021 : Open Your Eyes (série télévisée, 3 épisodes)
- 2022 :  Powrót (série télévisée, 6 épisodes)